# L'illa prohibida
L'illa prohibida és un joc de taula creat per Matt Leacock l'any 2010. El joc és per a 2-4 jugadors i combina l'estratègia, la cooperació dels jugadors, l'atzar i les cartes. El jugadors formen part d'un grup d'aventurers que ha de treballar en equip per evitar que l'Illa Prohibida s'enfonsi, amb l'objectiu d'aconseguir els quatre tresors. Un cop aconseguits, els jugadors han d'arribar a la pista d'aterratge i escapar en helicòpter. Si l'illa s'enfonsa abans d'aconseguir els tresors, la missió acaba en derrota.

## Contingut del joc
- 58 cartes
  - 28 cartes de tresor
    - 5 de cadascun dels 4 tresors
    - 3 "aigües pugen"
    - 3 "ascens en helicòpter"
    - 2 "sacs de sorra"

  - 24 cartes d'inundació
  - 6 cartes d'aventurer
- 24 lloses d'illa de doble cara
- 6 peons
- 4 figures de tresor
  - La Pedra de la Terra
  - L'Estàtua del Vent
  - El Cristall del Foc
  - El Calze de l'Oceà
- 1 marcador d'aigua
- 1 indicador de nivell d'aigua

## Preparació de la partida

### Creació de l'illa i tauler

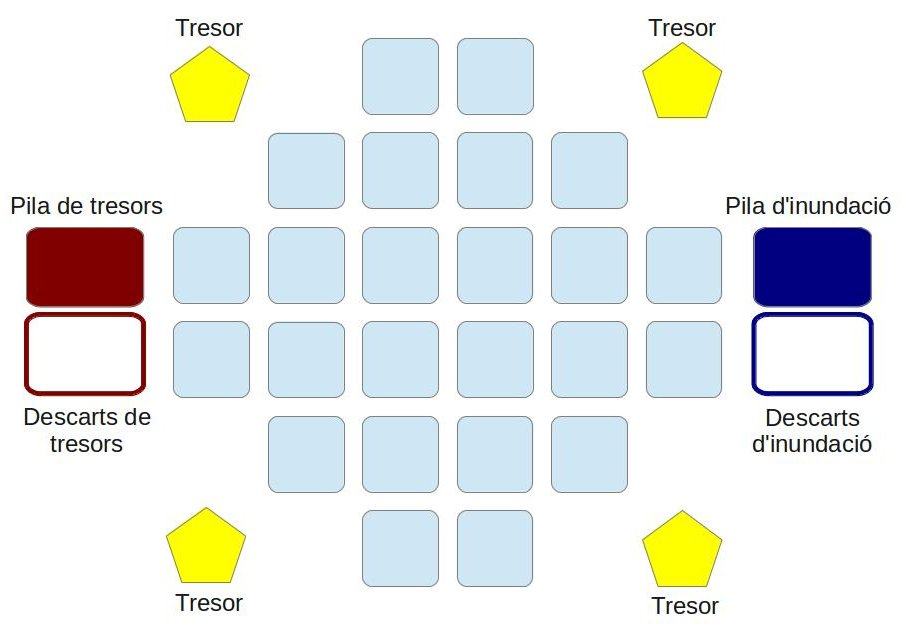
Muntatge del tauler de "L'illa prohibida"

Es barregen les 24 peces de l'illa i es col·loquen a l'atzar, cap per amunt (pel costat no inundat) en una quadrícula com la que s'indica a la imatge; primer es fa un quadrat de 4x4 al centre i després es col·loquen 2 peces al costat de cada una de les peces centrals de cada costat del quadrat.

Després es col·loquen les quatre figures dels tresors al voltant de l'illa.

També es col·loquen les targetes de tresors i les targetes d'inundació cap per avall.

### L'illa es comença a enfonsar
Es barregen les cartes d'inundació i se'n agafen 6 de la part de dalt; una per una es col·loquen cap per amunt al costat de la pila, i per cada carta, es fa la volta a la casella corresponent de l'illa (la casella queda inundada, però no desapareix).

### Aparició dels aventurers
Es barregen les 6 targetes de personatges i es reparteixen a l'atzar entre els jugadors. Un cop repartits els personatges, col·loqueu el peó a la seva casella corresponent de l'illa (apareix un peó dibuixat del color de cada jugador a les caselles).
És possible perfectament començar la partida en una casella inundada.

En ser un joc cooperatiu, els jugadors haurien de dedicar un moment a saber quin personatge té cadascú i quines habilitat té cada aventurer.

### Repartiment de cartes de tresor
Es barregen les cartes de tresor i se'n reparteixen dues a cada jugador. Les cartes es col·loquen cap per amunt perquè els altres jugadors puguin veure-les.

Si algun jugador rep alguna carta de "les aigües pugen", aquesta es torna a la pila, es barreja i se'n escull una altra.

### Establiment del nivell de l'aigua
Es col·loca l'indicador de nivell de l'aigua al costat de l'illa. El marcador indica el nivell de dificultat inicial.

Al principi és recomanable col·locar-lo en nivell "principiant".

## Seqüència de joc
El jugador inicial és el que hagi visitat més recentment una illa. A partir d'aquí, es continua jugant cap a l'esquerra.

Cada jugador, en ordre, realitza les tres fases següents:
1. Realitzar fins a tres accions
2. Robar dues cartes de tresor
3. Robar tantes cartes d'inundació com indiqui el nivell de l'aigua

### Realitzar tres accions
Cada jugador pot realitzar fins a tres accions a cada torn. Els altres jugadors poden aconsellar al jugador sobre quines serien les millors accions a realitzar. El jugador pot triar una combinació de qualsevol de les quatre accions següents:
- Moure
- Apuntalar
- Lliurar una carta de tresor
- Recuperar un tresor

#### Moure
Cada jugador pot gastar una acció per desplaçar el seu peó una casella adjacent, però no en diagonal. Es pot moure a una casella inundada però no a un espai on una casella ja ha desaparegut, ni passar-hi per sobre.

Hi ha quatre excepcions:
- L'explorador es pot moure en diagonal
- El pilot es pot moure a qualsevol casella, una vegada per torn, pel cost d'una acció
- El navegant pot moure els altres jugadors fins a dues caselles adjacents per cada acció
- El submarinista es pot moure a través de caselles inundades o ja desaparegudes amb el cost d'una acció

#### Apuntalar
Cada jugador pot gastar una o més accions per apuntalar una casella adjacent (no en diagonal) o en la qual està situat el peó. Per a apuntalar una casella, simplement se la gira perquè quedi visible el seu costat no inundat.

Hi ha dues excepcions:
- L'enginyer pot apuntalar fins a dues caselles pel cost d'una acció
- L'explorador pot apuntalar caselles en diagonal

#### Lliurar una carta de tresor
Cada jugador pot lliurar una o més cartes de tresor a un altre jugador sempre que es trobin a la mateixa casella. El cost és d'una acció per cada carta lliurada. Les cartes d'accions especials no es poden lliurar.

Hi ha una excepció:
- El missatger pot lliurar cartes sense haver d'estar a la mateixa casella que l'altre jugador.

#### Recuperar un tresor
Per recuperar un tresor, el jugador ha de gastar una acció i descartar i de les quatre cartes de tresor corresponents al tresor que agafa. A més a més, el jugador ha d'estar a sobre d'una de les caselles corresponents al tresor.

Es pot recuperar el tresor d'una casella inundada, no si ja ha desaparegut.

### Robar dues cartes de tresor
Cada jugador, després de realitzar les tres accions, ha de robar dues cartes de tresor de la pila i afegir-les a la seva mà. 

Si el jugador roba una carta de "les aigües pugen", no s'ha d'afegir a la mà.

Hi ha tres tipus de carta de tresor:

#### Cartes de tresor
A la pila de cartes de tresor hi ha cinc còpies de cadascuna de les cartes de tresor. L'objectiu és reunir quatre còpies de la mateixa carta per poder recuperar el tresor.

#### Cartes d'accions especials
Hi ha dos tipus de cartes especials a la pila de tresor. Aquestes es poden utilitzar en qualsevol moment, i un cop utilitzada es descarta.
- Sacs de sorra. Permeten al jugador apuntalar qualsevol casella
- Helicòpter. Permeten al jugador desplaçar un peó a qualsevol altra casella

#### Cartes de "les aigües pugen"
Hi ha tres cartes de "les aigües pugen" a la pila de tresor. Quan es roba una d'aquestes cartes el jugador ha de:
- Pujar l'indicador de nivell d'aigua
- Barrejar totes les cartes d'inundació, incloses les descartades, i barrejar-les
- Es descarta la carta de "les aigües pugen" que acabem d'agafar

Notes:
- Quan es va robar una carta de "les aigües pugen" no se'n roba cap més per substituir-la
- Si es roben dues cartes de "les aigües pugen" seguides, només es barreja la pila una vegada, però es puja dos nivells l'indicador

### Robar cartes d'inundació
Després de robar dues cartes de tresor, el jugador ha de robar tantes cartes d'inundació com indiqui el marcador de nivell d'aigua. Les cartes es roben d'una en una i es van inundant les caselles corresponents o fent-les desaparèixer.

- Si una casella no està inundada, aquesta s'inundarà. A continuació es descarta la carta
- Si una casella està inundada, aquesta desapareixerà. A continuació es retira del joc la carta i la casella

Notes: 
- Si un peó es troba en una casella i aquesta s'inunda, aquest es pot mantenir a la casella
- Si un peó es troba en una casella i aquesta desapareix, el peó ha de "nedar" cap a una casella adjacent. Si no es pot moure, aquest jugador s'ofega i es perd la partida.
- Hi ha tres excepcions: el submarinista pot nedar fins a la casella més propera; l'explorador no pot nedar en diagonal i el pilot pot volar fins a qualsevol casella.

## Fi de la partida
Per guanyar la partida, els jugadors han d'aconseguir reunir els quatre tresors de l'illa i desplaçar-se tots a la pista d'aterratge. Un dels jugadors ha de descartar una carta d'helicòpter per poder fugir de l'illa.

Es pot guanyar la partida encara que la pista d'aterratge estigui inundada.

### Perdre la partida
Els jugadors poden perdre la partida si es compleix qualsevol d'aquestes condicions:
- Si s'enfonsen les dues caselles d'un mateix tresor abans d'aconseguir el corresponent tresor
- Si s'enfonsa la casella de la pista d'aterratge
- Si algun jugador és en una casella que desapareix i no pot arribar nedant a una altra casella
- Si el nivell de l'aigua arriba al màxim